# Statsforvalter
Ein Statsforvalter (bokmål) bzw. Statsforvaltar (nynorsk; deutsch Staatsverwalter) ist der Repräsentant des norwegischen Königs und der norwegischen Regierung in den norwegischen Provinzen (Fylke), wobei manche Statsforvalter für mehr als ein Fylke zuständig sind. Bis zum 31. Dezember 2020 war die gültige Bezeichnung „Fylkesmann“, auch der hinter dem Fylkesmann stehende Verwaltungsapparat trug den Namen „Fylkesmann“.
Die Statsforvalter werden von der norwegischen Regierung bestimmt und formal vom König für eine sechsjährige Amtszeit ernannt. Administrativ unterstehen sie dem Digitalisierungs- und Verwaltungsministerium. Auf Spitzbergen (Svalbard) nimmt die Funktion des Statsforvalters der sogenannte „Sysselmester“ (vor Juli 2021: „Sysselmann“) wahr. Dessen Aufgabenbereich ist weiter gesteckt und er untersteht der Aufsicht des Justizministeriums.

## Geschichte
Vorläufer des Amtes der Staatsverwalter existierten bereits ab 1662, als erstmals offiziell geregelt wurde, dass das norwegische Reich in verschiedene Regionen unterteilt werden sollte. Diese Regionen trugen die Bezeichnung Amt. An der Spitze der Verwaltung eines solchen Amts stand ein Amtmann. Die Gebiete, in denen ein Bischofssitz lag, wurden als Stiftsdireksjon bezeichnet, entsprechend wurde dort der Titel Stiftsamtmann verwendet. Beide Titel wurden 1919 zu Fylkesmann geändert. Bis zum Jahr 1893 war vorgeschrieben, dass nur Juristen den Posten einnehmen dürfen. Trotz der Aufhebung dieser Vorschrift wurden bis zum Ende des Zweiten Weltkriegs weiterhin vor allem Juristen zum Fylkesmann ernannt. Anschließend begannen Politiker dieses Amt zu dominieren.
Ab 1837 war der Fylkesmann Chef der zum Fylke gehörigen Fylkeskommune, die zu dieser Zeit jedoch nur nichtstädtische Kommunen umfasste. Erst Ende der 1960er-Jahre wurden auch städtische Kommunen miteingegliedert. Mit Ebba Lodden wurde 1974 erstmals eine Frau Fylkesmann eines Fylkes. Im Jahr 1975 endete die Zuständigkeit der Fylkesmänner für die Fylkeskommunen. Stattdessen werden diese nun durch das Fylkesting gesteuert, also ein von den Bürgern direkt gewähltes Parlament. Die Leitung der Fylkeskommune übernimmt der Fylkesordfører, welcher der Vorsitzende des Fylkestings ist.
Im März 2020 kündigte der damalige Kulturminister Abid Raja an, dass in Zukunft sämtliche staatlichen Berufstitel geschlechtsneutral formuliert sein sollten. Da bis dahin auch Frauen den Titel „Fylkesmann“ trugen, musste ein neuer Name gefunden werden. Es wurden in der folgenden Zeit verschiedene Namen wie „Gouverneur“ oder „Jarl“ vorgeschlagen. Im Oktober 2020 wurde der im Norwegischen geschlechtsneutrale Begriff „statsforvalter“ (deutsch Staatsverwalter) als neuer Name vorgestellt. Dieser wird seit dem 1. Januar 2021 eingesetzt. Neben der Geschlechtsneutralität war ein weiteres Kriterium, dass der neue Begriff den Zuständigkeitsbereich der Position besser beschreibe. Der Name „Fylkesmann“ war zuvor teilweise missverstanden worden, da der Statsforvalter nicht von einem Fylke oder deren Bevölkerung selbst gewählt wird.

## Aufgaben
Aufgabe eines Statsforvalters ist es grundsätzlich, die Beschlüsse der Regierung und des Nationalparlaments Storting in den Fylkern durchzusetzen. Die norwegischen Ministerien etwa haben auch die Möglichkeit, in ihrem Zuständigkeitsbereich direkte Anweisungen an einen Statsforvalter zu geben. Zum Aufgabenbereich eines Statsforvalters gehört des Weiteren die Koordination zwischen den Kommunen, den regionalen Behörden und der Fylkeskommune. Zudem gibt er im Auftrag der Regierung die Arbeitsrichtung für die Kommunen und die Fylkeskommune vor. Er ist auch verpflichtet, diesen die Informationen zu vermitteln, die ihre Arbeit beeinflussen könnten. Einem Statsforvalter ist es nur mit einer Sondergenehmigung erlaubt, außerhalb des Fylkes in seinem Zuständigkeitsbereich zu wohnen.

## Derzeitige Amtsinhaber
Zum 1. Januar 2019 wurde die Anzahl der Fylkesmänner auf zehn reduziert, um der ab dem 1. Januar 2020 geltenden neuen Fylkesaufteilung, die im Rahmen der landesweiten Regionalreform entstand, zu entsprechen. Als zum 1. Januar 2024 drei Fylker wieder aufgespalten wurden, wurden keine Veränderungen in der Anzahl der Statsforvalter vorgenommen, so dass in mehreren Fällen die Zuständigkeit über ein Fylke hinausgeht.
| Fylke                                | Statsforvalter      | Amtsantritt |
| ------------------------------------ | ------------------- | ----------- |
| Agder                                | Gina Elisabeth Lund | 2016        |
| Innlandet                            | Knut Storberget     | 2019        |
| Møre og Romsdal                      | Else-May Botten     | 2021        |
| Nordland                             | Tom Cato Karlsen    | 2019        |
| Akershus, Buskerud, Oslo und Østfold | Jan Tore Sanner     | 2025        |
| Rogaland                             | Bent Høie           | 2021        |
| Finnmark und Troms                   | Runar Sjåstad       | 2025        |
| Trøndelag                            | Frank Jenssen       | 2018        |
| Telemark und Vestfold                | Trond Rønningen     | 2024        |
| Vestland                             | Liv Signe Navarsete | 2022        |